# Pfarrkirche Wultendorf

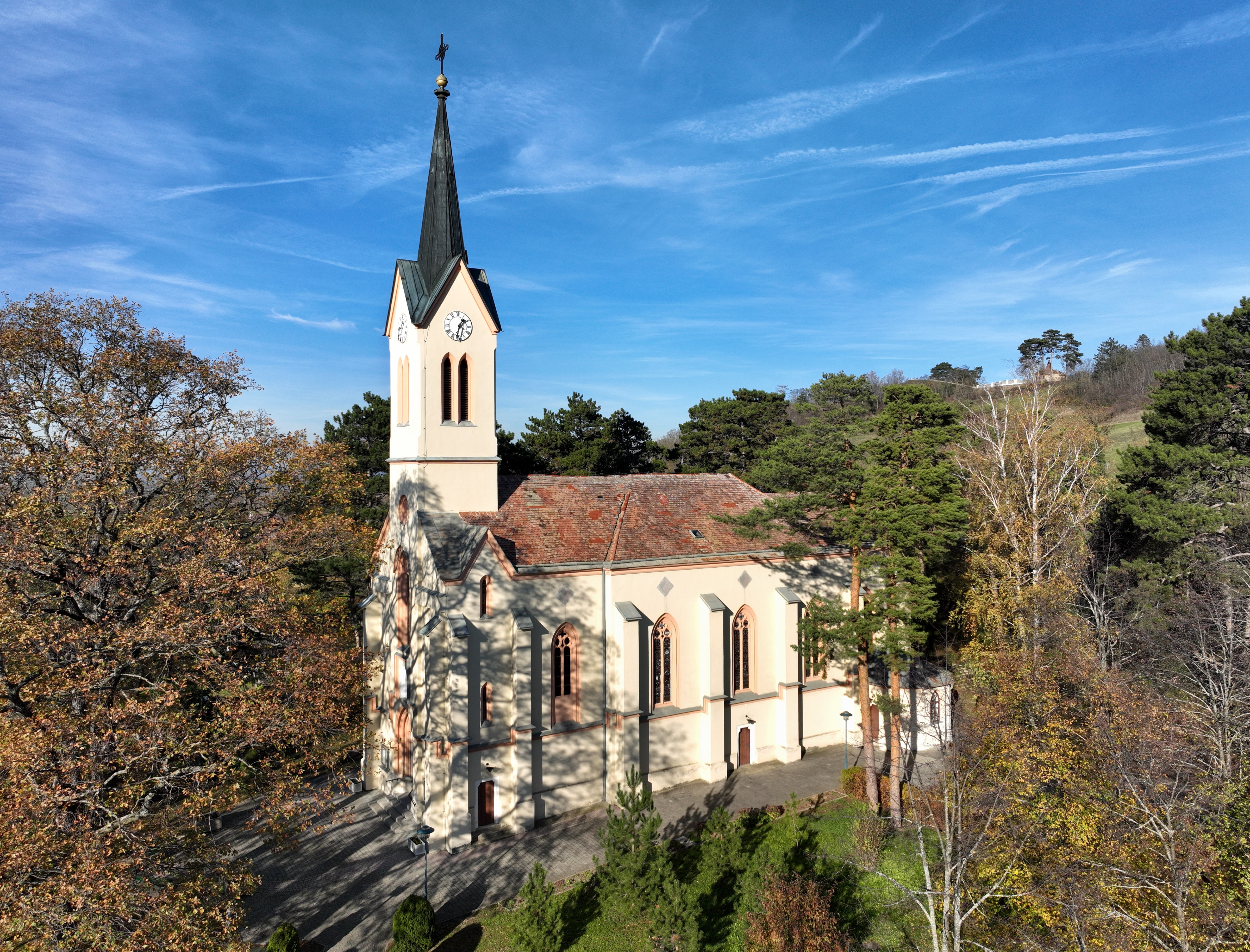
Pfarrkirche hl. Kunigunde in Wultendorf

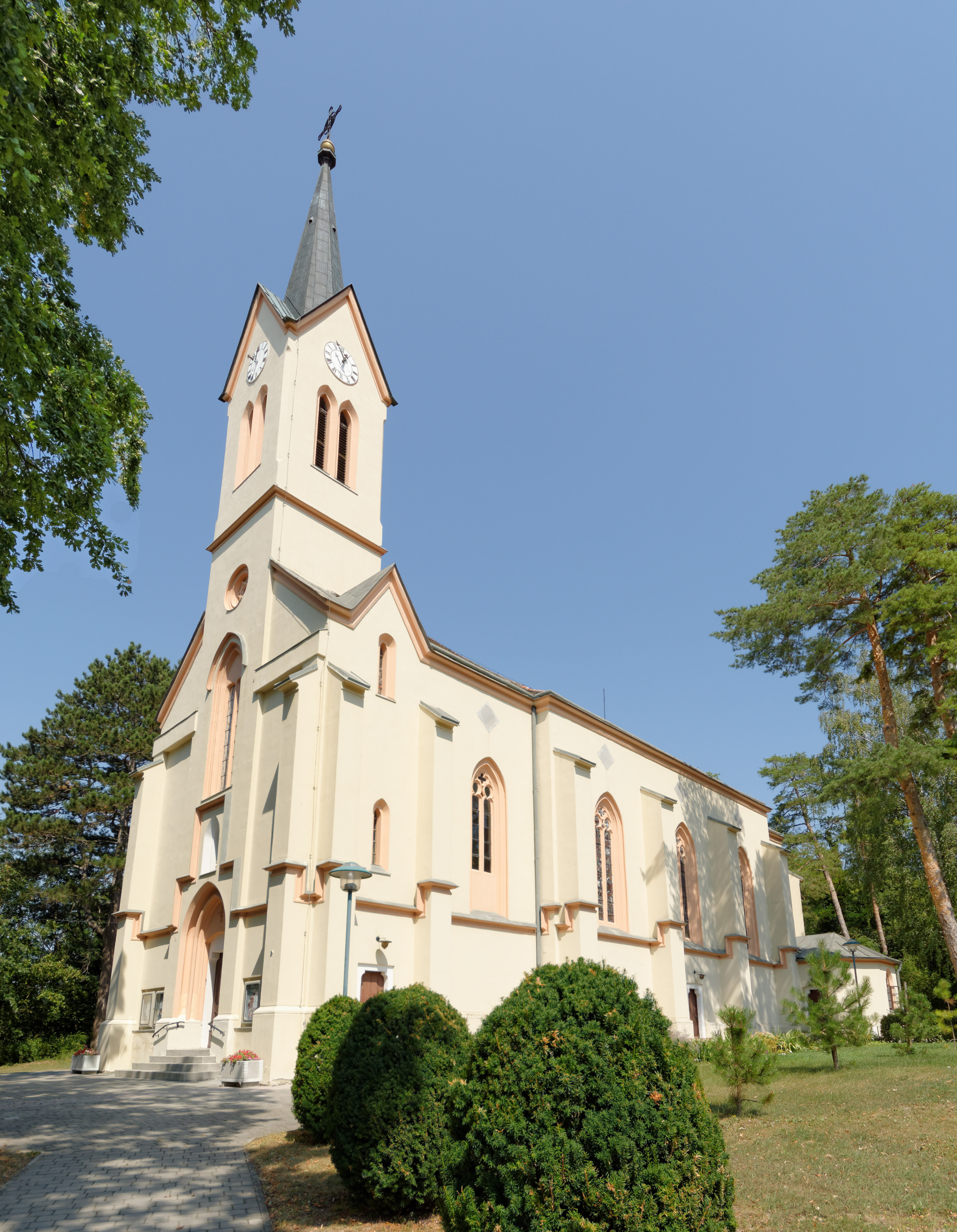
Südwestansicht der Pfarrkirche

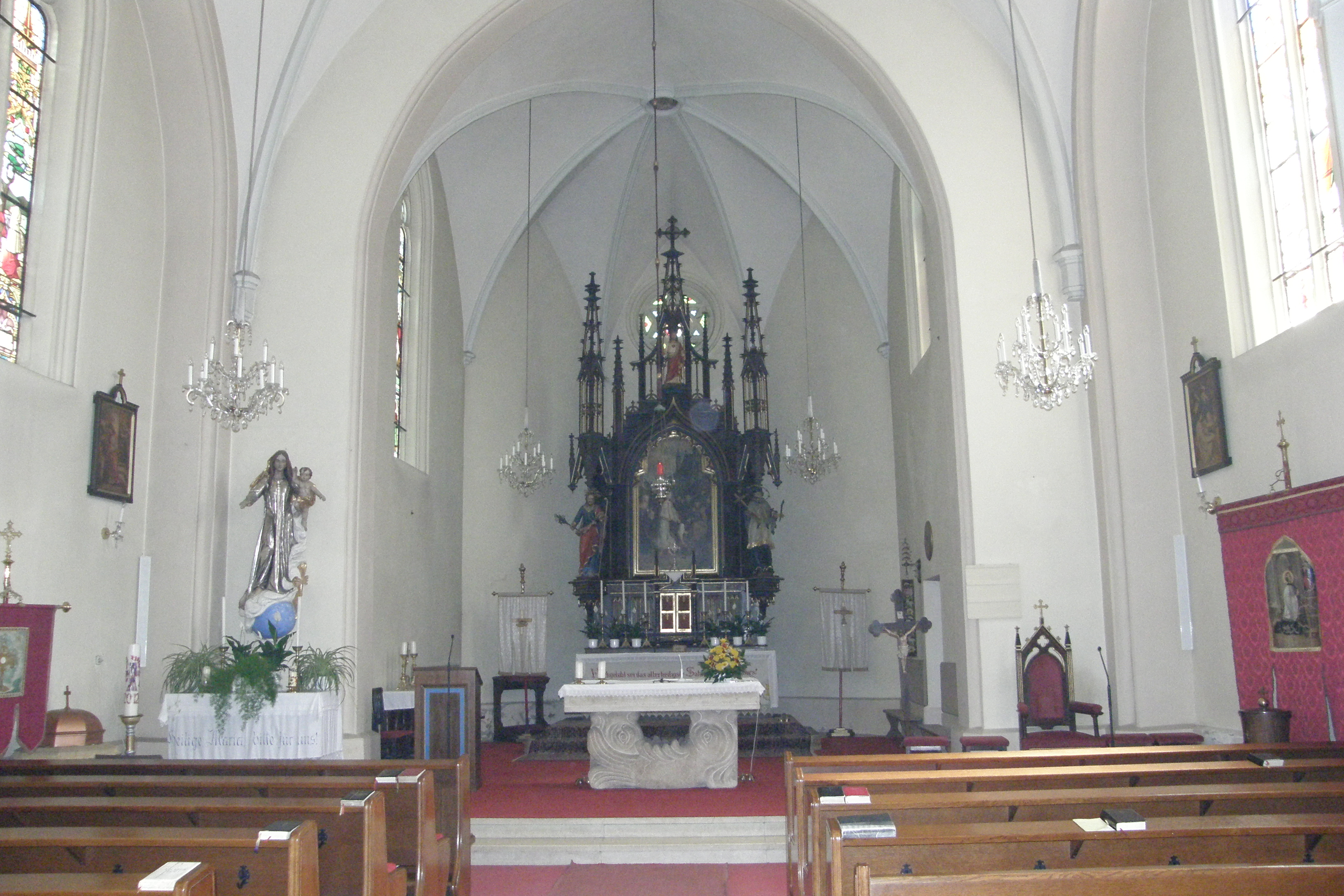
Innenansicht

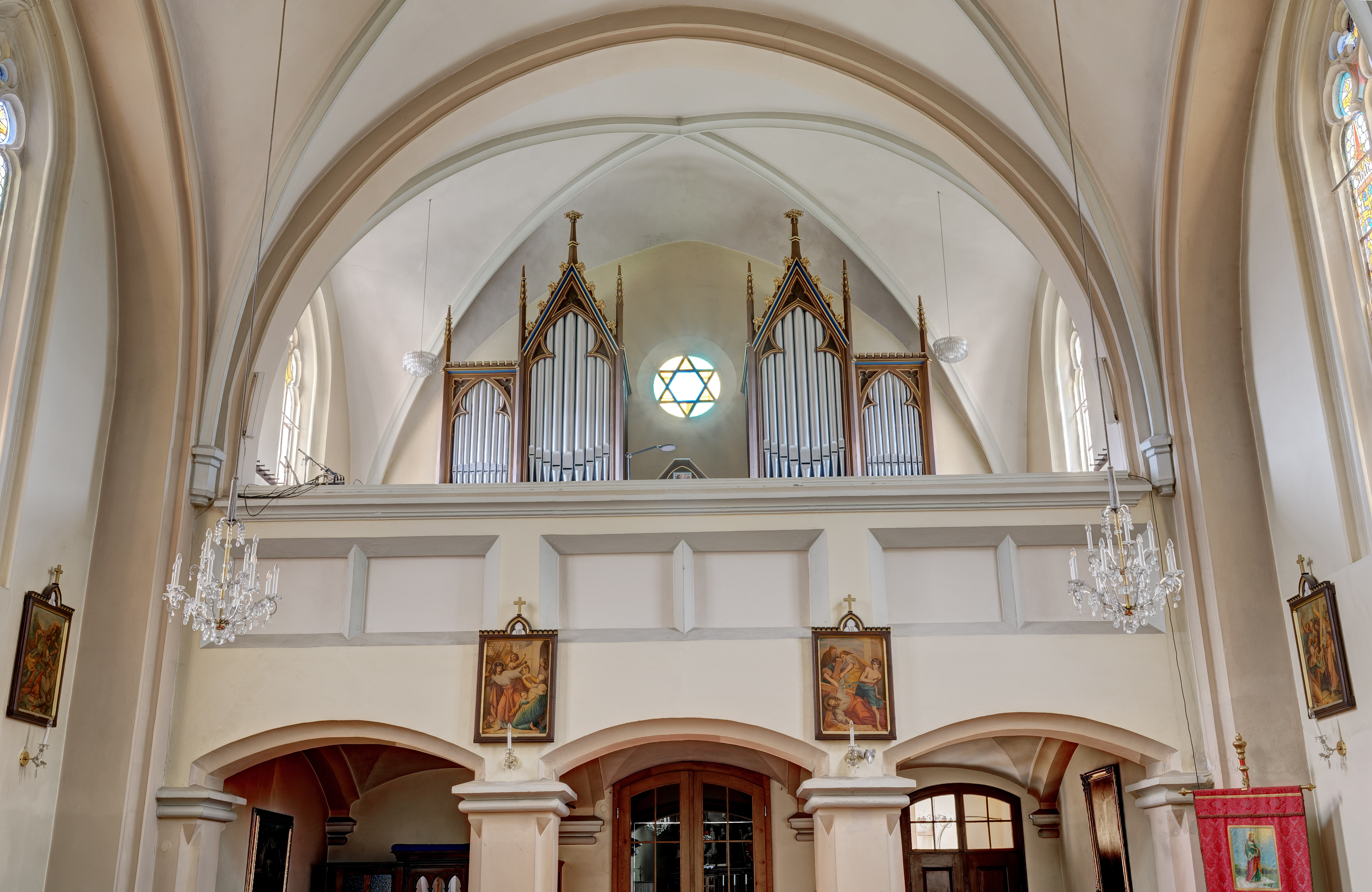
Orgel

Die römisch-katholische Pfarrkirche Wultendorf, ein neugotischer Bau aus der zweiten Hälfte des 19. Jahrhunderts, ist der heiligen Kunigunde geweiht. Die Pfarre Wultendorf gehört zum Dekanat Laa-Gaubitsch im Vikariat Unter dem Manhartsberg der Erzdiözese Wien. Das Bauwerk steht unter Denkmalschutz (Listeneintrag).

## Lagebeschreibung
Die Kirche befindet sich auf einer Anhöhe im Osten des Ortes.

## Geschichte
Die Pfarre Wultendorf besteht seit der Zeit um 1300 und wurde 1653 wieder errichtet. Die neugotische Pfarrkirche wurde in den Jahren 1872 bis 1874 als Ersatz für die baufällig gewordene, spätgotische Kirche auf dem Wachtberg errichtet. An deren Stelle steht seit 1876 eine Wegkapelle.

## Architektur
Kirchenäußeres
Der einheitlich neugotische Saalbau hat einen eingezogenen Chor mit Fünfachtelschluss und einen Westturm. An Langhaus und Chor befinden sich Strebepfeiler, zweibahnige Spitzbogenfenster, darüber kleine Vierpassfenster und in der östlichen Chorwand eine Rosette. Der dreigeschoßige, vorgesetzte Westturm wird von einem achtseitigen Pyramidendach bekrönt. Er hat ein Portal mit einem Sattelbogen in einer spitzbogigen Rahmung, darüber in einer Nische eine Steinfigur der hl. Kunigunde, zweibahnige Maßwerkfenster und im Glockengeschoß gekuppelte Spitzbogenfenster. Im Süden erhebt sich ein Sakristeianbau über polygonalem Grundriss.
Kircheninneres
Das Kreuzrippengewölbe des vierjochigen Langhauses ruht auf Wandpfeilern. Im Westen erhebt sich eine dreischiffige Empore auf Pfeilern über einem Kreuzgratgewölbe. Dem Chorbereich mit Kreuzrippengewölbe auf Konsolen ist ein spitzbogiger Triumphbogen vorgelagert.

## Ausstattung
Der dreiteilige Aufbau des Hochaltars, geschaffen im vierten Viertel des 19. Jahrhunderts, besteht aus Holz und ist zum Teil vergoldet. Das Altarbild in sattelbogigem Rahmen mit Aufsatz stellt die Feuerprobe der hl. Kunigunde dar. An den Seiten befinden sich Schnitzfiguren der Heiligen Josef und Johannes Nepomuk. Die übrige Ausstattung stammt durchwegs aus der Bauzeit der Kirche. Die Orgel mit 8 Registern aus 1896 stammt von Johann M. Kauffmann.
Acht romanische Reliefs vom Anfang des 13. Jahrhunderts aus der ehemaligen Pfarrkirche auf dem Wachtberg befinden sich heute im Museum Niederösterreich.

## Glocke
Die Glocke wurde 1714 von František Zechenter gegossen.